# Distenia caerulescens
Distenia caerulescens es una especie de escarabajo longicornio del género Distenia, categorizada en la tribu Disteniini, de la orden Coleoptera. Fue descrita por Gounelle en 1911.

## Descripción
Mide 11,6-15 mm de longitud.

## Distribución
Se distribuye por Brasil.